# Phare de la jetée de Kenosha

Le phare de la jetée de Kenosha (en anglais : Kenosha North Pier Light), est un phare du lac Michigan situé au port de Kenosha dans le Comté de Kenosha, Wisconsin. Il a remplacé, en 1906, l'ancien phare de Kenosha.
Ce phare est inscrit au Registre national des lieux historiques depuis le 24 juin 2008 sous le n° 8000545.

## Historique
La station de signalisation maritime a été établie en 1856. Ce feu faisait partie d'une succession de phares à cet endroit, car les structures étaient détruites successivement par des processus naturels.
Le phare actuel a été construit en 1906. Les murs de la tour sont en plaques de fonte. À l'intérieur du premier étage de la tour, un escalier incurvé en fonte monte au deuxième étage. Le troisième étage contient des équipements météorologiques  (Geographic Names Information System) qui sont connectés à la lanterne au-dessus. Une échelle en acier mène à une trappe dans le plafond. Le quatrième étage est la salle des lanternes, qui contient une balise en acrylique moderne qui a remplacé l'ancienne lentille de Fresnel de quatrième ordre.
Situé sur la jetée nord, il est actuellement peint en rouge, mais le phare a également été peint en blanc dans le passé. La jetée sud adjacente et le brise-lames avaient également des phares, mais ont maintenant des feux de navigation cylindriques. Ceux-ci comprenaient des bâtiments de signalisation de brouillard et des passerelles en fer surélevées, qui ont tous été supprimés.
En juin 2008, le phare a été jugé «excédentaire» par la Garde côtière. En vertu de la National Historic Lighthouse Preservation Act (en) de 2000, il a été offert gratuitement aux entités éligibles, y compris les agences fédérales, étatiques et locales, les sociétés sans but lucratif, les agences éducatives ou les organisations de développement communautaire. Une date limite du 21 juillet a été fixée pour que les organisations qualifiées puissent exprimer leur intérêt. À cette époque, aucune organisation ne s'est manifestée.
En 2011, la propriété excédentaire a été mise aux enchères et a été achetée par Heather McGee et John Burhani. Le phare est actuellement utilisé comme un studio d'art et une galerie comme son nom l'indique maintenant le Kenosha Lighthouse Studio. Des expositions d'art, ouvertes au public, sont disponibles et le Kenosha Lighthouse Studio est ouvert pour des dîners/réunions individuels et autres événements.

## Description
Le phare actuel est une tour cylindrique en acier de 15 m de haut, avec galerie et lanterne. Le phare est peint en rouge et la lanterne est noire.
Son feu isophase émet, à une hauteur focale de 15 m, une lumière rouge de 3 secondes  par période de 6 secondes. Sa portée est de 11 milles nautiques (environ 20 km). Il est équipé d'une corne de brume émettant un souffle de 3 secondes toutes les 30 secondes, en cas de nécessité.

## Caractéristiques dufeu maritime
Fréquence : 6 secondes (R)
- Lumière : 3 secondes
- Obscurité : 3 secondes

Identifiant : ARLHS : USA-416 ; USCG :  7-20415 .

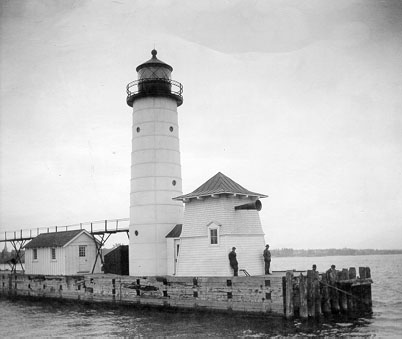
Le phare (photo USCG)
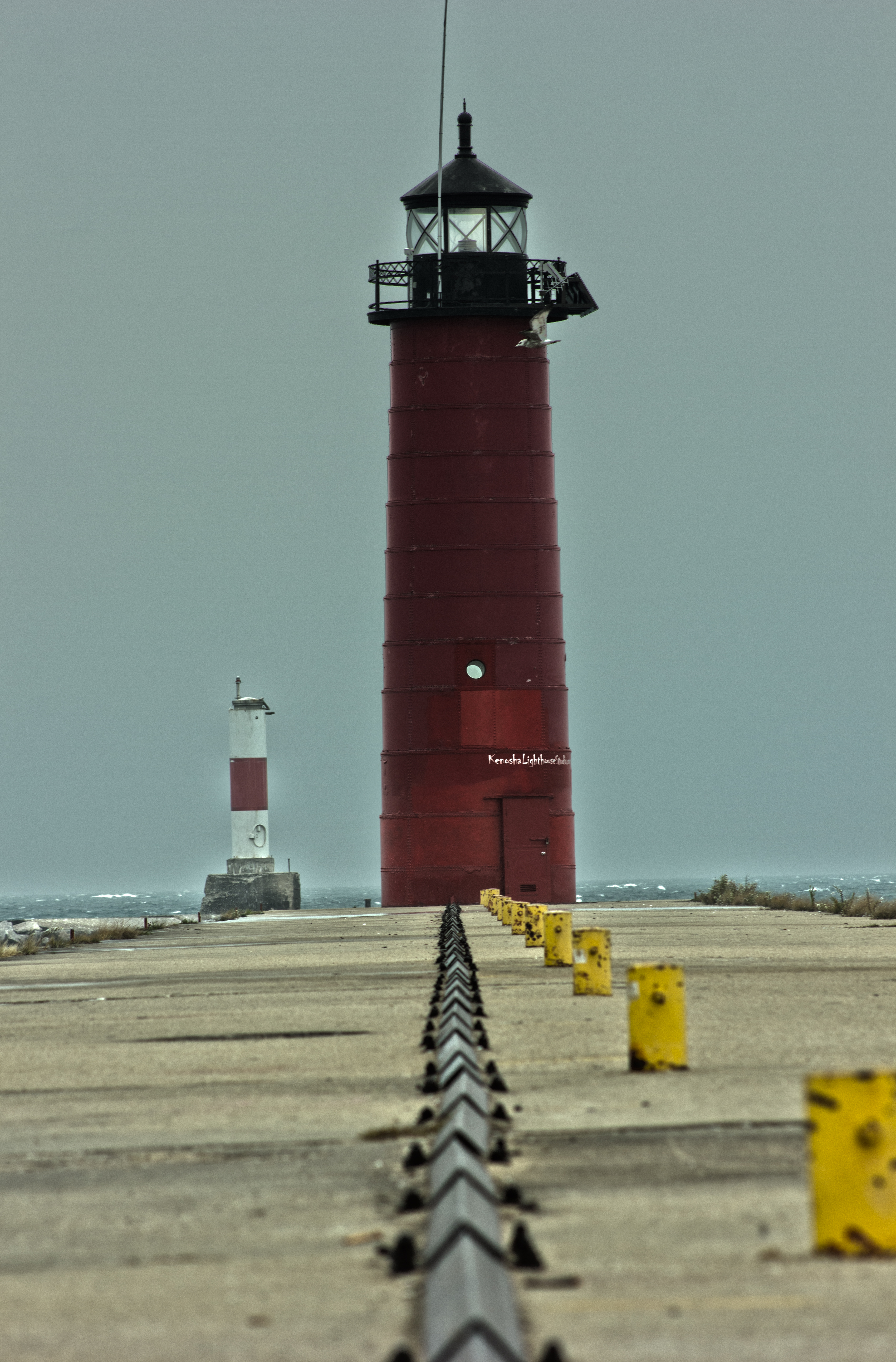
Le phare

### Lien connexe
- Liste des phares du Wisconsin